# Myrmica quebecensis
Myrmica quebecensis är en myrart som beskrevs av André Francoeur 1981. Myrmica quebecensis ingår i släktet rödmyror, och familjen myror. IUCN kategoriserar arten globalt som sårbar. Inga underarter finns listade i Catalogue of Life.

## Bildgalleri

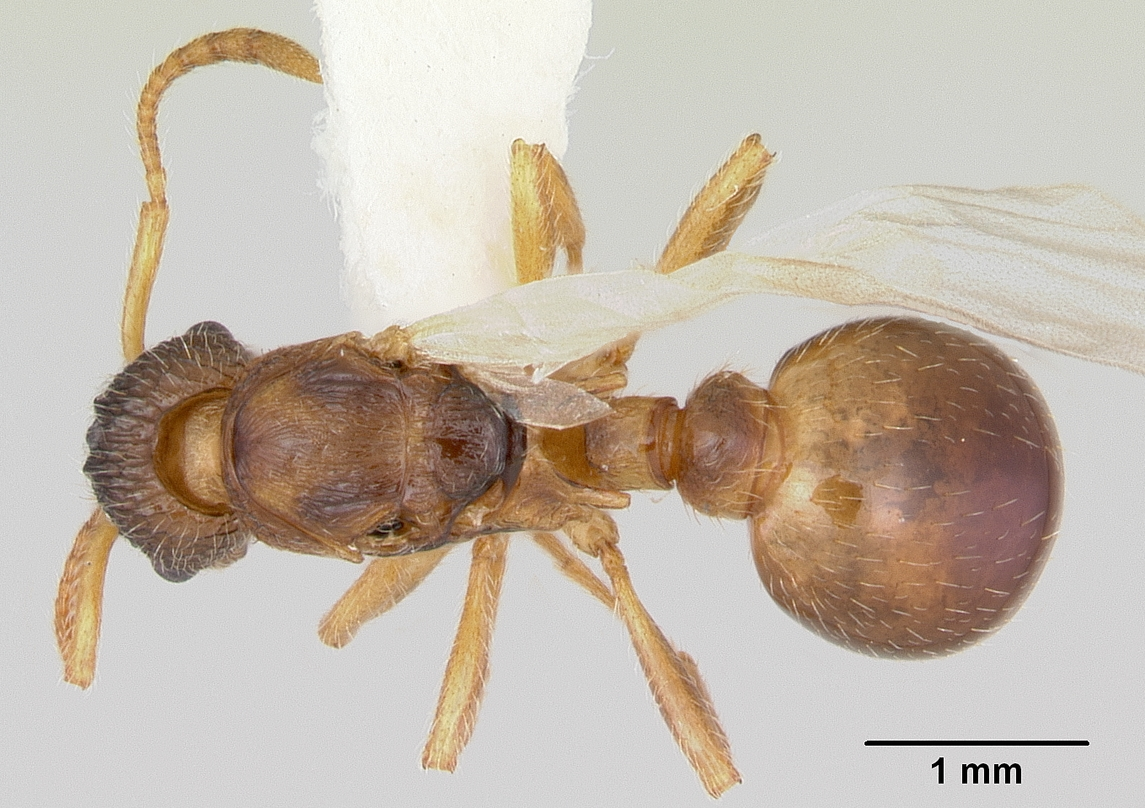
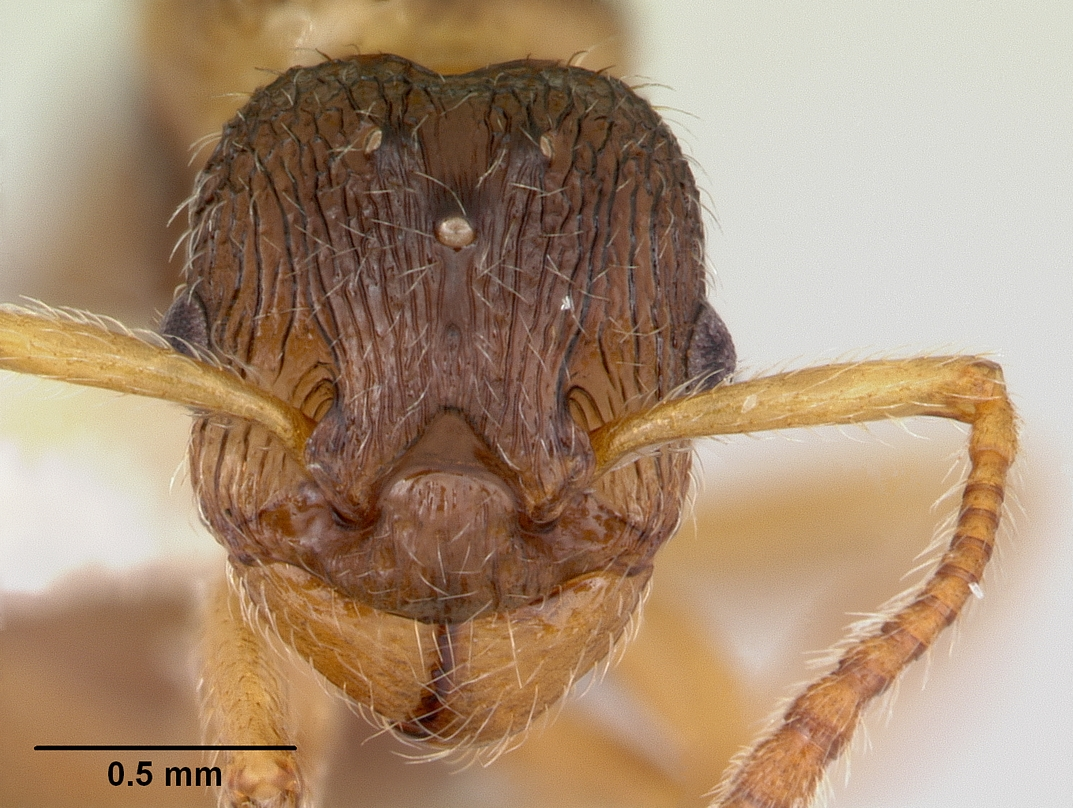
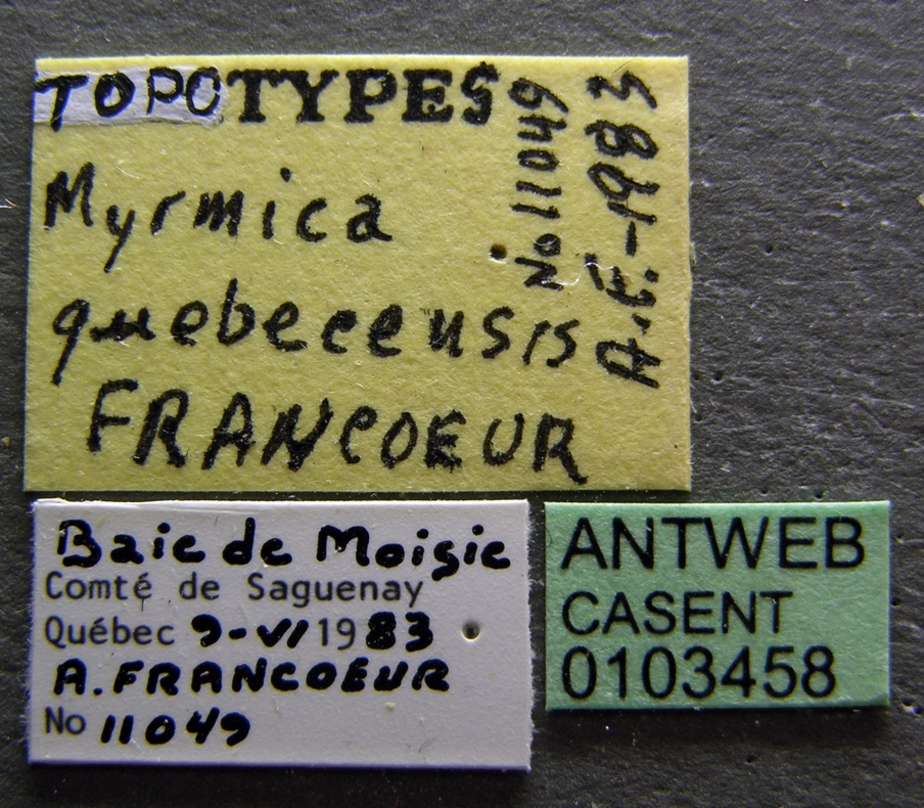
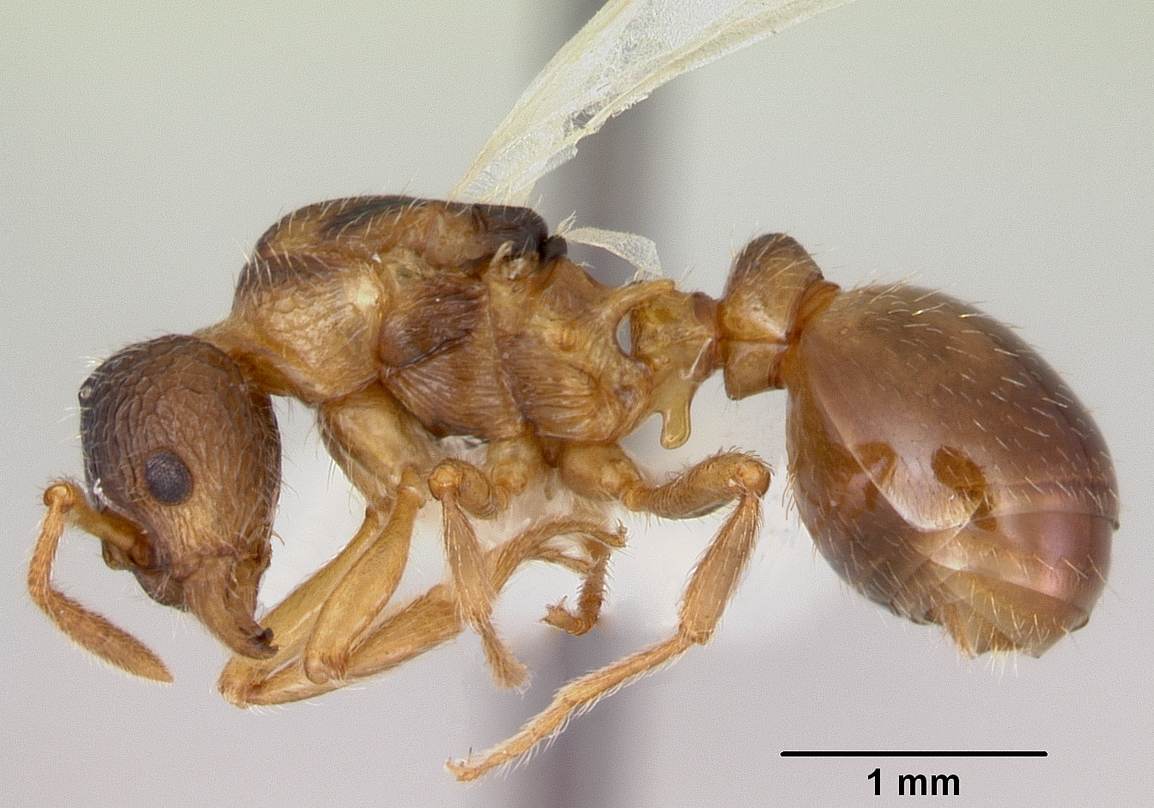
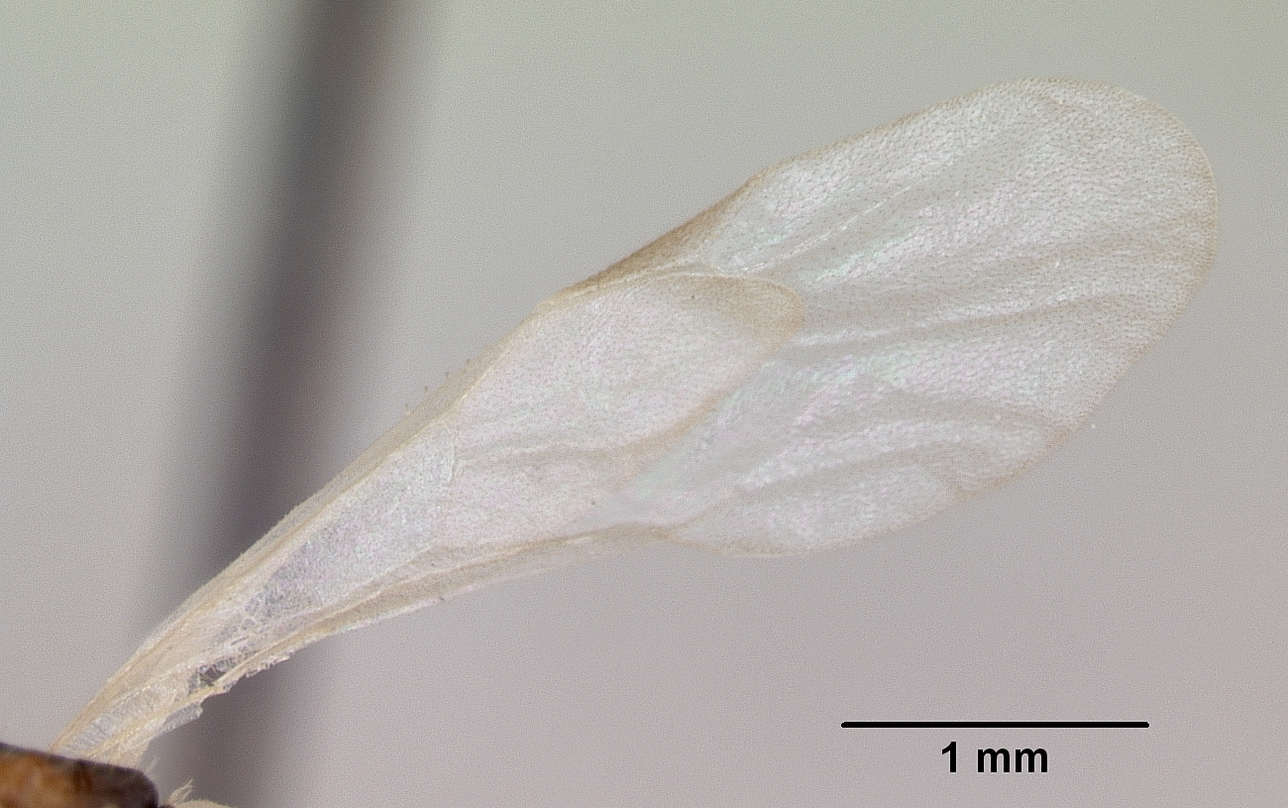